# Jerzy Kędzierski
Jerzy Zdzisław Kędzierski, ps. Tadeusz Klonowski (ur. 23 września 1920 w Lublinie, zm. 16 września 1985 w Brodnicy) – polski prozaik, poeta, eseista, historyk.

## Życiorys
Debiutował jako prozaik w 1938 r. na łamach czasopisma „Łowiec Polski” (Warszawa). Brał udział w kampanii 1939 r. W maju 1940 r. przedostał się do Libanu. W latach 1941–1942 służył w Brygadzie Strzelców Karpackich. Został ciężko ranny w walkach. Od 1948 r. mieszkał w Londynie. Ukończył studia na Wydziale Historii Uniwersytetu Londyńskiego oraz Instytut of Education w tym samym mieście. W latach 1966–1967 był sekretarzem Zrzeszenia Polonii Brytyjskiej. Był też redaktorem tygodnika „Kronika”. W 1974 r. powrócił do Polski.

## Twórczość
- (poezje) Oblubienica, Londyn: B. Świderski 1962.
- (poezje) Obraz, Londyn: Graphic Arts Press Ltd. 1964
- Jednorożec musi żyć i Kot w kalesonach oraz inne powiadania, opisy i eseje, Londyn: Oficyna Poetów i Malarzy 1965.
- Opowiadania angielskie, Warszawa: Państwowy Instytut Wydawniczy, 1969.
- (opowiadania) Pierwszy raz w życiu, Warszawa: Krajowa Agencja Wydawnicza, 1985.
- Powrót (powieść wydana pod pseudonimem Tadeusz Klonowski), Jerozolima 1946.

## Prace historyczne
- Współcześni historycy brytyjscy. Wybór z pism, oprac. i przedmową zaopatrzył Jerzy Z. Kędzierski, słowo wstępne G. P. Gooch, przekład zbiorowy, Londyn: B. Świderski, 1963.
- Historia Anglii, t. 1: Do roku 1485, słowo wstępne R. R. Betts, Londyn: Oficyna Poetów i Malarzy, 1965.
- Dzieje Anglii do roku 1485, Wrocław: Zakład Narodowy im. Ossolińskich, 1966.
- Dzieje Anglii 1485-1939, t. 1: 1485-1830; t. 2: 1830-1939, Wrocław: Zakład Narodowy im. Ossolińskich, 1986.